# کارناوال پراید
کارناوال پراید (به انگلیسی: Carnival Pride) یک کشتی است که طول آن ۹۶۳ فوت (۲۹۴ متر) می‌باشد. این کشتی در سال ۲۰۰۱ ساخته شد.